# Marieke Driesprong
Marieke Driesprong is een Nederlands langebaanschaatsster en skeeleraar.
In 2017 wordt Driesprong nationaal kampioene skeeleren bij de junioren-A.
In februari 2019 behaalt Driesprong bij de junioren een bronzen medaille op de minivierkamp op de Nederlandse kampioenschappen schaatsen junioren.
In het seizoen 2019–20 startte Driesprong op de kwalificatie Wereldbeker.

## Records

### Persoonlijke records[4]
| Afstand    | Tijd    | Datum            | Baan       |
| ---------- | ------- | ---------------- | ---------- |
| 500 meter  | 41,55   | 20 december 2019 | Heerenveen |
| 1000 meter | 1.21,96 | 3 februari 2019  | Groningen  |
| 1500 meter | 2.02,16 | 16 november 2019 | Inzell     |
| 3000 meter | 4.13,17 | 2 november 2019  | Heerenveen |
| 5000 meter | 7.12,97 | 3 november 2019  | Heerenveen |